# 37
| [ Edytuj tabelę ] |                                    |
| Król Armenii      | - 35 Mitrydates 37                 |
| Cesarz Chin       | - 25 Guangwudi 57                  |
| Władca Korei      | - 18 Daemusin 44                   |
| Król Mauretanii   | - 23 Ptolemeusz 40                 |
| Król Nabatei      | - 9 p.n.e. Aretas IV 40            |
| Papież            | - 33 Piotr Apostoł 67              |
| Król Partów       | - 8 Artabanus II 40                |
| Cesarz Rzymu      | - 14 Tyberiusz 37 - 37 Kaligula 41 |
| Król Tracji       | - 19 Remetalkes II 38              |

Rok 37 / XXXVII
stulecia: I wiek p.n.e. ~
I wiek ~
II wiek

lata: 27 «
32 «
33 «
34 «
35 «
36 «
37
» 38
» 39
» 40
» 41
» 42
» 47

## Wydarzenia
- 18 marca – Kaligula został cesarzem rzymskim
- 9 kwietnia – Antiochia (w dzisiejszej Turcji) została zniszczona przez trzęsienie ziemi
- 21 września – cesarz Kaligula został ogłoszony przez senat rzymski pater patriae

## Urodzili się
- 15 grudnia – Lucjusz Domicjusz Ahenobarbus, przyszły cesarz Neron (zm. 68)
- Józef Flawiusz, historyk żydowski (zm. po 94)

## Zmarli
- 16 marca – Tyberiusz, cesarz rzymski (ur. 42 p.n.e.)
- 1 maja – Antonia Młodsza (ur. 36 p.n.e.)
- Marbod, król Markomanów (ur. 37 p.n.e.)